# Baszarri
Baszarri (Bsharri, Becharre, Bcharre, Bsharre; arab. بشري) – libańskie miasto położone 1400 m n.p.m. nad Świętą Doliną (Wadi Kadisza) w dystrykcie Kada Baszarri w muhafazie Dystrykt Północny. Miasto jest położone u podnóży lasu cedrowego. Miejsce urodzenia słynnego libańskiego pisarza, poety, malarza i rzeźbiarza - Chalila Dżubrana.

## Historia
Historia miasta sięga czasów starożytnych. Wówczas Baszarri było osadą fenicką. W VII wieku chrześcijanie maroniccy uciekając przed prześladowaniami osiedlili się na górzystym terenie miasta. Znajdująca się na Liście Światowego Dziedzictwa UNESCO Święta Dolina (Wadi Kadisza) stała się duchowym centrum kościoła maronickiego. W czasie wypraw krzyżowych miasto było znane pod nazwą Buissera.

## Turystyka
Miasto jest położone w regionie bardzo atrakcyjnym turystycznie. W jego pobliżu znajdują się dwa obiekty z Listy Światowego Dziedzictwa UNESCO (na liście od 1998):
- Święta Dolina (Wadi Kadisza)
- Las Bożych Cedrów (Hursz Arz ar-Rab)

W mieście i jego okolicach warto również zobaczyć takie obiekty jak np. grób i muzeum Khalila Gibrana, ośrodek narciarski oraz Beka Kafra (miejsce urodzenia św. Charbela Makhloufa).